# Réforme écossaise
La Réforme écossaise est la rupture du royaume d'Écosse avec l'Église catholique en 1560. Elle faisait partie d'un mouvement plus vaste, la Réforme protestante européenne. Dans le cas de l'Écosse, elle aboutit, du point de vue religieux, à l'établissement d'une église conforme aux thèses calvinistes, et, du point de vue politique, au triomphe dans ce pays de l'influence de l'Angleterre sur celle de la France.
Le Parlement d'Écosse de 1560, dit le « Parlement de la Réforme écossaise », rejeta l'autorité du pape, interdit la célébration de la messe et adopta une confession de foi protestante réformée, dite la confession écossaise. Cela fut rendu possible par une révolution contre l'hégémonie française, matérialisée par le régime de la régente Marie de Guise, qui gouvernait l'Écosse au nom sa fille absente, Marie Stuart, reine d'Écosse et également reine consort de France.
La Réforme écossaise façonna de façon définitive l'Église d'Écosse, et, à travers elle, toutes les autres Églises presbytériennes du monde.

## Demande pressante d'une réforme (1517-1559)
Dès le XVe siècle, l'humanisme de la Renaissance avait encouragé une analyse critique de la théologie et appelé à un renouveau ecclésiastique en Écosse. La doctrine de Martin Luther influença les Écossais à partir de 1517, et dès 1525, le Parlement pensa qu'il était devenu nécessaire d'interdire l'importation de livres luthériens, et de supprimer « ses hérésies et opinions » dans tout le royaume. Cette tentative se révéla totalement inefficace, mais elle fut néanmoins réitérée en 1535.

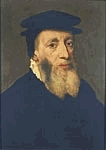
John Knox considéré comme le principal acteur de la Réforme écossaise

En 1528, le noble Patrick Hamilton, qui avait été influencé par la théologie de Luther lorsqu'il fréquentait les universités de Wittemberg et de Marbourg, devint le premier martyr protestant, quand il fut brûlé sur le bûcher pour hérésie, à l'extérieur du Collège du Saint-Sauveur de Saint Andrews. Hamilton avait diffusé son message à l'aide d'un petit catéchisme, appelé « Patrick's Places », basé sur la doctrine de la justification par la foi. Mais les éloges de l'opinion d'Hamilton, particulièrement dans des ouvrages imprimés, ne firent qu'accroître l'intérêt pour ces idées nouvelles. Aussi on déconseilla à l'archevêque de St Andrews de procéder à d'autres exécutions publiques similaires, car « la puanteur de Maître Patrik Hammyltoun a contaminé toutes les personnes qui l'ont respirée ». Néanmoins d'autres accusations et d'autres exécutions suivirent dans les années 1530 et 1540.
En 1541, le Parlement d'Écosse pensa qu'il était nécessaire de voter de nouvelles lois afin de préserver la dignité de la messe, des prières à la Vierge Marie, des images saintes, ainsi que l'autorité du pape. Les réunions privées d'hérétiques, « là où ces erreurs étaient propagées », furent interdites, les informateurs récompensés, et les sympathisants protestants furent exclus des charges royales. Tout cela attestait de l'attirance croissante pour les idées protestantes.
La cause de la Réforme reçut des soutiens puissants. À cette époque, le clergé dressa pour le roi une liste de plus d'une centaine de propriétaires fonciers mécontents de l'Église. Et la force des sympathisants de la Réforme était telle qu'ils purent, à la mort de Jacques V en 1542, former un gouvernement sous la direction de l'hésitant comte d'Arran, qui, à ce moment-là, était favorable à la cause protestante et à une alliance avec les Anglais.

### Les conciles de la Réforme
L'Église d'alors réagit véritablement à quelques-unes des critiques qui lui étaient faites. John Hamilton, le dernier archevêque de St Andrew de la pré-Réforme, mit en place, de 1549 à 1559, une série de conciles provinciaux à l'image du Concile de Trente de l'époque. Ces conciles attribuèrent la responsabilité de l'avancée de l'hérésie protestante à « la corruption des mœurs et à la vie lubrique des hommes d'église de tous rangs, ainsi qu'à leur totale ignorance de la littérature et des sciences humaines ». Déjà en 1548, des tentatives avaient été faites pour éliminer le concubinage, les bénéfices ecclésiastiques, le commerce des sacrements et la non-résidence, ainsi que pour empêcher les personnes incompétentes de tenir des charges religieuses. De plus, le clergé fut incité à étudier les Écritures, et on conseilla aux évêques et aux prêtres de prêcher au moins quatre fois dans l'année. Les moines durent aller à l'université, et des théologiens furent nommés dans chaque monastère, collège et cathédrale. Pourtant, en 1552, il fallut reconnaître que bien peu avait été fait : l'assistance aux messes était clairsemée, et le « bas clergé de ce royaume, ainsi que les prélats, n'étaient, pour la plupart, pas parvenus à atteindre un niveau de connaissance des Écritures suffisant pour leur permettre d'instruire le peuple dans la foi catholique et dans les autres choses nécessaires à leur salut ou à la conversion des égarés ». La réforme interne sembla trop faible et trop tardive.

## L'Écosse, l'Angleterre et la France (1543-1559)

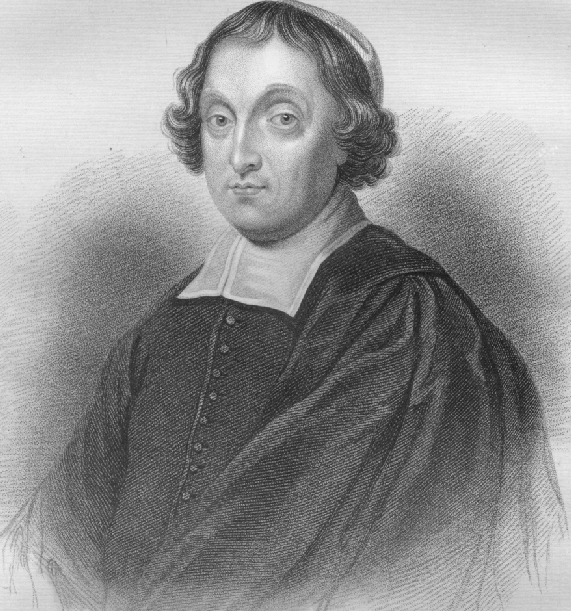
Le cardinal Beaton, défenseur de l'ancienne foi, et chef de la faction pro-française.

Pour 1535, le roi Henri VIII avait rompu avec Rome et avait été excommunié. Il avait également autorisé la lecture de la Bible dans la langue vernaculaire. Ces 'hérésies' anglaises pesèrent encore davantage sur les événements en Écosse, les idées religieuses entrant en conflit avec les manœuvres politiques. Depuis les années 1530, la politique anglaise tâchait de dégager l'Écosse de ses liens traditionnels avec la France (la Auld Alliance) et Rome, particulièrement renforcés lorsque Marie de Guise monte sur le trône en 1542, à la mort du Roi d'Écosse qu'elle avait épousé 4 ans plus tôt.
Parmi les alliés de Marie de Guise, le cardinal David Beaton qui veut en finir avec la réforme demande, dès 1542, au Duc de Guise de venir assister par les armes le parti catholique d'Écosse, ce qui déclenche son arrestation en avril 1542. Le cardinal est ensuite relâché dans un but d'apaisement.
L'Angleterre réagit alors par le traité de Greenwich. En 1543, Henri finalisa ce traité visant à marier son jeune fils Édouard avec Marie, alors reine d'Écosse et qui a alors seulement un an. Le régent, le comte d'Arran, approuva ce projet de mariage en août 1543 par le traité de Greenwich. Mais les réactions défavorables, suscitées en Écosse par cet accord, permirent au cardinal David Beaton d'organiser un coup d'État en décembre de cette année-là. Beaton désavoua la politique de réforme, et rejeta toute prise en considération d'un mariage anglais pour la reine. Cela entraîna le « Rough Wooing » de 1544-1545, qui dévasta le sud-est de l'Écosse, et qui ne cessa que par la défaite des envahisseurs à la bataille d'Ancrum Moor en février 1545.
En 1546, Beaton fit arrêter et exécuter George Wishart, un pasteur, qui s'était converti à Genève aux idées de Jean Calvin, et avait même traduit les Confessions helvétiques en langue écossaise. La réponse ne se fit pas attendre. Un groupe de rebelles s'empara du château de Beaton à Saint Andrews, et tua le cardinal. Ces « Castelliens », qui, après le meurtre, furent rejoints par un prêtre parjure, disciple de Wishart, appelé John Knox tinrent le château jusqu'en 1547, date à laquelle ils durent se rendre à un escadron français. Ils furent alors emprisonnés ou envoyés aux galères. Les forces anglaises arrivèrent trop tard pour les sauver, mais ayant vaincu les Écossais à la bataille de Pinkie Cleugh, elles occupèrent le sud-est de l'Écosse jusqu'à Dundee. Cette occupation, qui dura de 1547 à 1549, encouragea la cause réformiste. Des Bibles en anglais circulèrent librement, et plusieurs comtes promirent eux-mêmes « de faire prêcher et enseigner la Parole de Dieu ».
Pour contrer les Anglais, les Écossais s'assurèrent de l'aide des Français, en échange des fiançailles du jeune Dauphin, le futur François II avec leur toute jeune reine. Celle-ci partit pour la France en 1548. À ce moment, « la politique d'Henri VIII avait complètement échoué ». Le traité d'Outreau (1550) entre la France et l'Angleterre fut une reconnaissance tacite de la présence française en Écosse. L'ascendant français fut total pendant la décennie suivante. En 1554, Arran fut fait duc de Châtellerault et il abandonna la régence au profit de Marie de Guise, la reine-mère. Durant sa régence, de 1554 à 1559, les Français eurent la responsabilité du trésor, du Grand Sceau du royaume d'Écosse, et l'ambassadeur français assistait parfois au Conseil privé.

### Les lords de la Congrégation
Marie de Guise s'appuya tout d'abord sur les pasteurs protestants, dont le nombre grandissait. Elle avait besoin de soutien pour sa politique pro-française, et les protestants ne pouvaient espérer un soutien identique de la part des Anglais, qui venaient de passer sous le gouvernement de la catholique Marie Tudor. Pourtant, le mariage de la reine Marie d'Écosse avec le dauphin en 1558 intensifièrent les craintes que l'Écosse ne devînt une province française.
En 1557, un groupe de seigneurs écossais, connus comme les « lords de la Congrégation », établit un covenant « pour soutenir, exposer et faire régner la très sacrée Parole de Dieu et sa Congrégation ». Cela fut suivi en 1558-59 par des flambées iconoclastes. Au même moment, un programme fut établi pour réformer le culte et le prêche des paroisses, pendant que les communautés locales recherchaient des pasteurs protestants. En 1558, le régent somma les prêcheurs protestants de répondre de leur enseignement, mais il fit machine arrière lorsque les propriétaires fonciers de l'ouest du pays menacèrent de se révolter.

### La crise (1559-60)
L'accession au trône d'Angleterre de la protestante Élisabeth Ire en 1558 redonna espoir aux réformateurs. Janvier 1559 vit la publication par un auteur anonyme de la Sommation des mendiants, qui menaçait d'expulser les moines sous le prétexte que leurs propriétés appartenaient aux véritables pauvres. Ceci était destiné à éveiller les passions de la populace des villes, qui semblait avoir à se plaindre particulièrement des moines. Craignant le désordre, la régente somma les pasteurs réformés de comparaître devant elle à Stirling le 10 mai : une insurrection s'ensuivit. Les hommes d'Angus se rassemblèrent à Dundee, afin d'accompagner les pasteurs à Stirling. Le 4 mai, ils furent rejoints par Knox, récemment arrivé de France. Là, échauffée par les sermons de Knox à Perth et à Dundee, la foule saccagea des édifices religieux, dont la tombe de Jacques I. En réponse, la régente marcha sur Perth, mais elle fut forcée de reculer et de négocier, lorsqu'un nouveau contingent de réformés arriva de l'ouest. Parmi les ambassadeurs de la régente, figuraient le comte d'Argyll et Lord James Stewart, tous deux protestants déclarés. Mais lorsque la régente revint sur sa parole en plaçant des mercenaires français à Perth, ils la quittèrent tous deux et rejoignirent avec Knox les lords de la Congrégation à St Andrew. Même Édimbourg tomba bientôt en leurs mains, après que Marie se retira à Dunbar. Châtellerault, à cet instant, accepta la suprématie des lords de la Congrégation, et il mit en place un gouvernement provisoire. Mais Marie de Guise reçut en renfort des troupes professionnelles françaises, et elle repoussa les rebelles jusqu'à Stirling. Tout semblait perdu pour le camp protestant, lorsqu'une flotte anglaise se présenta dans le Firth of Forth en janvier 1560, forçant les Français à se retirer jusqu'à Leith.
Commencèrent alors des négociations, d'où fut exclu Knox, son précédent tract, Le premier coup de trompette contre le monstrueux régime des femmes (The First Blast of the Trumpet Against the Monstrous Regiment of Women) l'ayant disqualifié aux yeux d'Élisabeth Ire. Le traité de Berwick qui en résulta en février, était un accord entre Châtellerault et les Anglais conclu pour expulser conjointement les Français. Mais en juin 1560, Marie de Guise mourut, permettant l'élaboration du traité d'Édimbourg, négocié entre la France et l'Angleterre, pour garantir le retrait des troupes anglaises et françaises d'Écosse. Bien que les commissaires français fussent réticents pour traiter avec les lords de la Congrégation insurgés, ils offrirent néanmoins aux Écossais certaines concessions à l'initiative de François II de France et de la reine Marie, comme le droit de convoquer un Parlement selon leurs us et coutumes. Dans les faits, ce traité remit le pouvoir dans les mains des Protestants.

## Le Parlement de la Réforme de 1560
Le Parlement écossais se réunit le 10 juillet 1560. Quatorze comtes, six évêques, dix-neuf lords, vingt-et-un abbés, vingt-deux commissaires de burgh et plus d'une centaine de propriétaires fonciers manifestèrent leur droit de siéger. Le Parlement forma une commission des articles de la foi, qui, au bout de trois semaines, recommanda la condamnation de la transsubstantiation, de la justification par les œuvres, des indulgences, du purgatoire et de l'autorité du pape. Elle recommanda également de restaurer la discipline du Christianisme ancien, et de redistribuer la richesse de l'Église aux ministres du culte, aux écoles et aux pauvres. Le 17 août, le Parlement approuva la réforme de la confession de foi, qui devint la Confession de foi écossaise et, le 24 août, il vota trois lois qui éliminaient l'ancienne foi en Écosse. Toutes les lois qui n'étaient pas conformes à la Confession de foi étaient abrogées, les sacrements étaient réduits au nombre de deux et ils ne pouvaient être donnés que par des pasteurs réformés, et enfin, la célébration de la messe était sujette à toute une série de peines, qui pouvait aller jusqu'à la mort. La compétence papale en Écosse était reniée.
Mais, à part l'approbation de la Confession, le Parlement ne montra guère d'intérêt pour la réforme de l'Église. Ainsi, bien qu'un terme eût été mis aux traditionnelles fonctions de l'ancien clergé, les biens ecclésiastiques demeurèrent non seulement intacts, mais leurs revenus restèrent propriétés de l'Église. De plus, ce qui n'est pas pour surprendre, la reine refusa d'avaliser les lois que le Parlement avait passées, et qui ne furent officiellement ratifiées que lors du premier Parlement de Jacques VI en 1567. Néanmoins, à partir de ce moment, l'Écosse était devenue de fait un État protestant.

## L'Église réformée

### La confession de foi
À la différence des précédents réformateurs, qui étaient luthériens, Knox et la plupart de son entourage étaient de fermes calvinistes. Durant son exil d'Écosse, Knox avait en effet séjourné dans le Genève de Calvin, et il le décrivit comme « la plus parfaite école du Christ qui n'ait existé sur Terre depuis les Apôtres. La Confession écossaise reflète cette influence calviniste, mais sans la nature systématique et scholastique de la plus véhémente « Confession de Westminster » qui allait la remplacer en 1644. La « Confession écossaise » expose les thèmes du credo catholique, mais exclut toute vertu méritoire : les bonnes œuvres ne sont produites que par l'esprit. Elle rejette aussi tous les actes religieux qui n'ont pas l'aval des Écritures, incluant dans ces actes religieux remis en question les rites de l'Église catholique. Quant à l'Église, elle tire son autorité de la parole de Dieu, et doit être définie par « la véritable prédication de la Parole de Dieu, … secondement, par l'exacte administration des sacrements de Jésus-Christ, … et enfin par la discipline de l'église honnêtement prodiguée ».

### La liturgie
L'hostilité du Parlement signifiait qu'il n'était pas question en Écosse d'un « Acte d'Uniformité » comme en Angleterre. Aussi la forme que l'Église prit initialement dépendit des autorités protestantes locales. Cependant, même avant 1560, les congrégations réformées s'étaient déjà organisées sous l'influence de Knox. Dans une 'lettre de sain conseil' datée de 1556, Knox décrit en détail ce qui doit être fait lors du culte hebdomadaire. Les Protestants qui fuyaient les persécutions de Marie en Angleterre apportèrent avec eux le second livre de la prière commune d'Édouard VI, datant de 1552, qui fut recommandé par les lords de la Congrégation. Knox le soutint également au début, puisqu'il en avait sans doute inspiré certains aspects. Mais avant de quitter Genève, il avait rédigé son propre Book of Common Order avec les encouragements de Calvin, et ce fut ce livre qui fut imprimé et approuvé par l'Assemblée générale de l'Église d'Écosse en 1562. Il fut réédité, augmenté de la Confession et des Psaulmes en vers, en 1564, et il resta le standard jusqu'en 1643, où il fut remplacé par le « Westminster Directory ».

### L'État protestant
La façon dont l'Église devait être idéalement organisée est clairement expliquée dans le « Premier livre de discipline » de 1560, un document qui se proposait d'organiser à la fois l'Église et la vie quotidienne nationale en accord avec l'interprétation réformée des Écritures. Il envisageait l'établissement de pasteurs réformés dans toute l'Écosse, un système national d'éducation et un secours aux pauvres. Les pasteurs devaient passer un examen, et, s'ils possédaient les qualités requises, étaient élus par les congrégations locales. Entre-temps, tant que les candidatures seraient rares, des « lecteurs » seraient nommés. Il devait y avoir aussi des « superintendants », mieux payés que les pasteurs, possédant des responsabilités régionales correspondant aux anciens diocèses. Ce dernier point a souvent laissé penser que Knox préférait l'épiscopalisme. Il faut cependant se souvenir que la succession apostolique était explicitement condamnée. L'éducation devait être organisée en niveaux primaire, secondaire et universitaire. Elle devait faire l'objet d'examens et d'inspections.
En vérité, les objectifs élevés sont rarement atteints, ou du moins ils ne sont réalisés que très lentement. Une loi de 1562 dénia la plupart des richesses de l'ancienne église à la nouvelle. Pas plus tard qu'en 1567, il y avait seulement 257 pasteurs et 600 lecteurs pour 1067 églises. Les signes de ce qui est maintenant les marques du presbytérianisme commencèrent à apparaître : les « Kirk sessions » prirent naissance en 1560, les modérateurs en 1563, mais l'État presbytérien pas avant 1580.